# Mario Fernando Hernández
Mario Fernando Hernández Bonilla (* 7. Dezember 1966; † 22. November 2008 in San Pedro Sula) war ein honduranischer Politiker.

## Leben
Hernández studierte Betriebswirtschaftslehre. Im Jahr 2006 wurde er erstmals ins Parlament von Honduras gewählt. Als Mitglied der Liberalen Partei (Partido Liberal de Honduras) war er stellvertretender Parlamentspräsident, Vorsitzender des parlamentarischen Ausschusses für Industrie und Handel und des Ausschusses für illegalen Drogenhandel und Sicherheit. Außerdem gehörte er dem Ausschuss für Frieden und Demokratie an.
Hernández wurde am 22. November 2008 in San Pedro Sula von vermummten Attentätern überfallen und zusammen mit zwei anderen Personen erschossen.